# Anders Tidström
Anders Tidström, född 1723 i Mariestad, död 1779, var en svensk mineralog och kemist. 
Anders Tidström var son till krukmakaren Philip Tidström och hans hustru Maria Ram. Han skrevs in i Mariestads skola 1731 och fortsatte sedan sina studier i Skara. Där blev han kvar fram till 1744, då han den 10 augusti skrevs in vid Uppsala universitet. Han skrevs in vid Västgöta nation och genom sin "håg och lust" för naturvetenskapen började han att bevista Carl von Linnés privata föreläsningar och mellan åren 1749 och 1753 även hans privata kollegier.
I sin avhandling behandlade han födelsestaden och disputerade den 23 december 1748.